# Condado de Dodge (Wisconsin)
O Condado de Dodge é um dos 72 condados do Estado americano do Wisconsin. A sede do condado é Juneau, e sua maior cidade é Juneau. O condado possui uma área de 2 349 km² (dos quais 64 km² estão cobertos por água), uma população de 85 897 habitantes, e uma densidade populacional de 38 hab/km² (segundo o censo nacional de 2000). O condado foi fundado em 1836.